# Demon Box (Motorpsycho)
Demon Box è il terzo album in studio del gruppo rock norvegese Motorpsycho, pubblicato nel 1993. È l'album con cui i Motorpsycho si affermano come gruppo di spicco del panorama musicale norvegese.

## Tracce

### Versione su LP
Lato A
1. Waiting for the One (Sæther)
2. Nothing to Say (Sæther)
3. Feedtime (Gebhardt/Ryan/Sæther)
4. Gutwrench (Sæther)
5. Sunchild (Sæther)

Lato B
1. Mountain (Sæther/Ryan/Gebhardt/Lien/Sten)
2. Tuesday Morning (Ryan/Sæther)
3. All is Loneliness (Moondog)

Lato C
1. Come On In (Sæther)
2. Step Inside Again (Sæther)
3. Demon Box (Gebhardt/Ryan/Sten/Sæther)

Lato D
1. Babylon (Sæther)
2. Mr. Who? (Gebhardt/Ryan/Sæther)
3. Junior (Sæther)
4. Plan #1 (Ryan/Sæther/Burt)
5. Sheer Profoundity (Gebhardt/Ryan/Sæther)
6. The One Who Went Away (Sæther)

### Versione su CD
1. "Waiting for the One"  – 2:50 (Sæther)
2. "Nothing to Say"  – 5:18 (Sæther)
3. "Feedtime"  – 5:15 (Gebhardt/Ryan/Sæther)
4. "Sunchild"  – 4:05 (Sæther)
5. "Tuesday Morning"  – 4:22 (Ryan/Sæther)
6. "All is Loneliness"  – 5:08 (Moondog)
7. "Come On In"  – 2:40 (Sæther)
8. "Step Inside Again"  – 3:39 (Sæther)
9. "Demon Box"  – 17:06 (Gebhardt/Ryan/Sten/Sæther)
10. "Babylon"  – 2:30 (Sæther)
11. "Junior"  – 4:34 (Sæther)
12. "Plan #1"  – 7:39 (Ryan/Sæther/Burt)
13. "Sheer Profoundity"  – 3:37 (Gebhardt/Ryan/Sæther)
14. "The One That Went Away"  – 3:13 (Sæther)

## Formazione
- Bent Sæther: voce, basso, chitarre, organo basso, sintetizzatore basso, percussioni, Taurus, piatti, piano giocattolo
- Hans Magnus Ryan: chitarre, voce, sitar, mandolino, flauto, violino, batteria, Taurus
- Håkon Gebhardt: batteria, percussioni, chitarre, ARP Axxe, voce

### Collaborazioni
- Lars Lien: piano, organo Hammond, Mellotron, voce
- Helge Sten (Deathprod): campionatore, Echomachine, sintetizzatore basso, Taurus
- Vegard Moen: sitar (in All is Loneliness)
- Winifried e Arvid Ryan: piano e violino in una pregiata registrazione del 1966 (in Demon Box)
- Matt Burt: narrazione (in Plan #1)

## Curiosità
- Le prime 500 copie dell'LP e la versione Americana dello stesso presentavano il lato A e D su un disco, il lato B e C sull'altro.
- Le tracce Gutwrench, Mountain e Mr. Who non sono state riportate nella versione su CD dell'album per questioni di spazio. Per riparare all'assenza di Mountain nella versione su CD dell'album, la traccia è stata inserita su un EP contenente anche buona parte delle performance live della band fino al 1993.
- La copertina dell'album è stata disegnata da Kim Hiorthøy.
- Waiting for the One e The One Who Went Away sono di fatto la stessa canzone, la prima in una versione acustica d'influenza folk, la seconda in un più rude stile punk-rock. The International Tussler Society faranno poi di Waiting for the One uno dei loro cavalli di battaglia.
- Iniziare un album con una versione acustica e concluderlo con una versione elettrica della stessa canzone è una tecnica utilizzata per la prima volta da Neil Young (in Rust Never Sleeps, 1979)
- È stato girato un video promozionale per Nothing to Say.